# Кумикія

Прапор кумиків

Кумикія — історична область, територія рівнинної і передгірної зони Північно-Східного Кавказу, що нині входить до складу республіки Дагестан (Росія). Батьківщина тюркського народу кумиків.

## Історія
Предки сучасних кумиків мали в IV—XIX ст. свою державність в особі Кавказької Ґунії, Хозарії, Тарковського Шамхальства. 
З XIV по XIX ст.(1867 р.) Кумикія існувала під егідою кумикських шавхалів (царів) у вигляді феодального державного утворення, шамхалата, що знаходився в різні періоди своєї історії під протекторатом Османської імперії, Ірану, Росії. У XVI ст. вона вела численні війни з Московським царством і Кабардою, ставши надійним заслоном на шляху їх експансії у південно-східному Кавказі. У середні віки в Кумиків знаходили собі притулок кримські хани (Саадет II Ґерай, Мехмед III Ґерай), які рятувалися під час міжусобиць.
У XVI—IXX століттях населену кумиками область займала держава Тарковське шамхальство. У 1605 році очолювана ним коаліція розбила московське військо у Караманській битві.
Кордони Кумикії тягнулися від Дербента на півдні до Кабарди на півночі. Протягом декількох століть вона була суб'єктом міжнародної політики. У 1867 р. після остаточного завоювання Кавказу Росією кумикське шамхальство було ліквідовано. Одна частина його території — Засулакська Кумикія — була включена до Терської області (кол. Кумицький округ), інша частина — Шамхальство Тарковське — підпорядкована Дагестанській області Кавказького намісництва Російської імперії.

## Сучасність

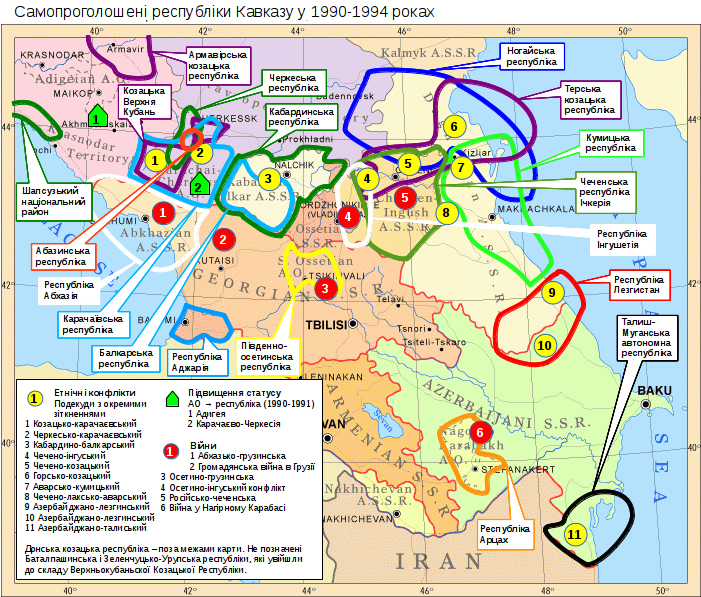
Самопроголошені республіки Кавказу на початку 1990-х

У 1940-х роках планувалося розділення Дагестану на чотири округи — кумицький, аварський, даргинський та лезгинський.
Через розростання кутанів Кумицька рівнина зараз заселена не тільки кумиками, але і гірськими народами Дагестану, у першу чергу — аварцями. Відбуваються земельні конфлікти між кумиками з одного боку, та аварцями і лакцями — з другого.
У 1990-х діяв рух «Тенглік», 9 листопада 1990 року на другому з'їзді кумицького народу була проголошена Кумицька республіка, «суверенна національна держава». Відбувалися зіткнення кумиків з аварським Народним фронтом імені імама Шаміля.
У 2010-х найгарячішими точками земельного конфлікту є місцевості Караман та Таркі під Махачкалою.